# نظرية مسار الهدف
نظرية مسار الهدف، والمعروفة أيضاً بنظرية مسار الهدف لفعالية القائد أو نموذج مسار الهدف، هي نظرية قيادة في حقل الدراسات التنظيمية التي وضعها روبرت هاوس، (وهو خريج جامعة ولاية أوهايو)، في عام 1971 ونقحت في 1996. وتنص النظرية أن سلوك القائد مشروط بمدى رضا ودافعية وأداء مرؤوسيه. النسخة المنقحة أيضاً تناقش أن القائد ينخرط في سلوكيات تكمل قدرات المرؤوس وتعوض عن النقص لديهم. ونموذج مسار الهدف يمكن تصنيفه على حد سواء كنظرية القيادة الظرفية أو نظرية القيادة التعاملية.

## الأصول
النظرية مستوحاة من أعمال مارتن ج. ايفانز  (1970)،  التي تناقش أن السلوك القيادي والتصورات التابعة عن مدى اثر اتباع سلوك معين (مسار) سيؤدي إل تحقيق نتيجة معينة (هدف). وتأثرت نظرية مسار الهدف أيضا بنظرية التوقعات للدافعية التي وضعها فيكتور فروم في عام 1964.

## النظرية الأصلية
وفقاً للنظرية الأصلية، ينظر إلى مهمة المدير على أنها عملية توجيه العمال نحو اختيار أفضل المسارات للوصول إلى أهدافهم، بالإضافة إلى الأهداف التنظيمية. والنظرية تناقش ان القادة سيضطرون إلى الانخراط في أنواع مختلفة من السلوك القيادي اعتمادا على طبيعة ومطالب حالة معينة. ومهمة القائد مساعدة أتباعه في تحقيق الأهداف، وتقديم التوجيه والدعم اللازم لضمان توافق اهدافهم مع اهداف المنظمة.
ويكون سلوك القائد مقبول لمرؤوسيه عندما يُنظر إليه كمصدر للرضا، ومحفز لهم عندما يكون الرضا عن الحاجة متوقف على الأداء. والقائد ييسّر ويدرب ويكافئ الأداء الفعال. ونظرية مسار الهدف الأصلية تتعرّف على سلوكيات القائد الموجّهة نحو الإنجاز ا ، التوجيهية ، والمشاركة ، والداعمة :
- ومسار الهدف التوجيهي الموضح لسلوك القائد يشير إلى الحالات التي يسمح فيها القائد لأتباعه بمعرفة ما هو متوقع منهم ويشرح لهم كيفية أداء مهامهم. والنظرية تناقش أن هذا السلوك له تأثير إيجابي كبير عندما تكون أدوار المرؤوسين ومطالب مهامهم غامضة ومرضية للنفس الداخلية.[5]
- سلوك القائد الموجه نحو الإنجاز يشير إلى الحالات التي يضع فيها القائد أهداف صعبة ذات تحدي لأتباعه، ويتوقع منهم أداءها بأعلى مستوى، ويظهر الثقة في قدرتهم على تلبية هذه التوقعات.[5] المهن التي كان فيها دافع الإنجاز هو الأكثر هيمنة هي الوظائف التقنية ومندوبو المبيعات، والعلماء والمهندسين ورجال الأعمال.[2]
- سلوك القائد المشارك يتضمن تشاور القادة مع أتباعهم وطلب مقترحاتهم قبل اتخاذ قرار. وهذا السلوك يكون الغالب عندما يكون المرؤوسون مرتبطين بأعمالهم بشكل شخصي للغاية.[2]
- سلوك القائد الداعم يهدف إلى تلبية احتياجات المرؤوسين وأفضلياتهم وشعورهم بالرضا عنها. والقائد يهتم بالحالة النفسية الخاصة بأتباعه.[5] وهناك حاجة لهذا السلوك بشكل خاص في الحالات التي تكون فيها العلاقات أوالمهام مرهقة نفسيا أو جسديا.[2]

وتفترض نظرية مسار الهدف مرونة القائد وقدرته على تغيير أسلوبه بحسب ما تتطلبه الحالة. وتقترح النظرية متغيرين ظرفيين، مثل البيئة وسمات الأتباع، يتحكمان بالعلاقة بين سلوك القائد والنتيجة. والبيئة هي خارج سيطرة هيكل مهمة التابع ونظام السلطة وفريق العمل. العوامل البيئية تحدد نوع سلوك القائد المطلوب إذا كان المقصود هو تكبير نتائج التابع إلى أقصى حد. خصائص التابع هي مصدر السيطرة، والخبرة، والقدرة الإدراكية. الخصائص الشخصية للمرؤوسين تحدد كيف يتم تفسير البيئة والقائد. القائد الفعال يوضح المسار لمساعدة أتباعه عل تحقيق الأهداف وجعل الرحلة أسهل عن طريق التقليل من الحواجز والعثرات. http://www.webcitation.org/5gLBry5Zs  وتظهر البحوث أن أداء الموظف والرضا يتأثران بشكل إيجابي عندما يعوض القائد عن أوجه القصور إما في الموظف أو إعدادات العمل.
على النقيض من نموذج فيدلر الظرفي، ينص نموذج مسار الهدف أن أساليب القيادة الأربعة قابلة للتغيير، وأنه يمكن للقادة اعتماد أي من الأساليب الأربعة بحسب ما تقتضيه الحالة.